# Allan Gauden
Allan Gauden (sinh ngày 20 tháng 11 năm 1944) là một cựu cầu thủ bóng đá người Anh thi đấu ở vị trí tiền vệ. Ông thi đấu chuyên nghiệp cho Sunderland, Darlington, Grimsby Town, Hartlepool United và Gillingham từ năm 1962 đến năm 1976, và tổng cộng có 331 lần ra sân ở Football League, ghi 75 bàn thắng.